# Палаццо дей-Консерваторі

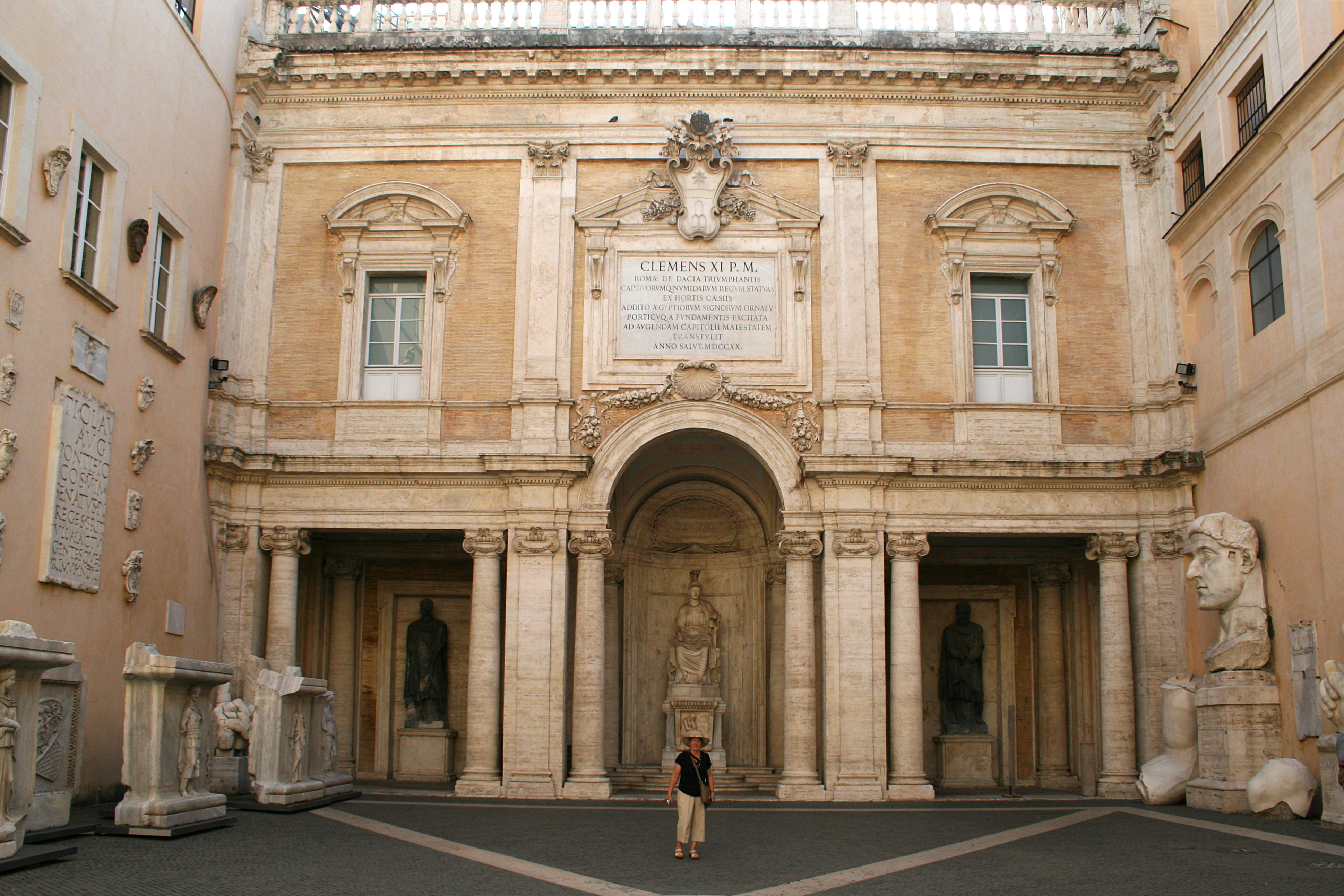
Палаццо дей-Консерваторі

Палаццо дей-Консерваторі (італ. Palazzo dei Conservatori) — ренесансна будівля на Капітолійській площі в Римі. У палаці знаходиться більша частина експонатів Капітолійських музеїв.

## Історія
Початок музеєм поклав папа Сікст IV у 1471 році, передавши в дар «народу Рима» збори античної бронзи, що розміщувалися до того часу у стінах Латерана.
Говорять про «музеї» у множині, так як пізніше до оригінальної колекції стародавніх скульптур була додана папою Бенедиктом XIV у XVIII столітті картинна галерея. Відкритий для громади у 1734 році, під час понтифікату Климента XII, його вважають першим відкритим музеєм у світі. Місце, де мистецтво було для всіх, а не тільки його власників.

## Архітектура
Палаццо дей-Консерваторі створений у колосальному ордері, у якому два поверхи палацу об'єднані великими коринфськими пілястрами. Портик, збільшений під час папи Олександра VII, який підносять іонічні колони. Мікеланджело планував вікна з едикулами та балконом. Середнє велике вікно додане пізніше Джакомо делла Порта, який і здійснив будівництва палацу. Мікеланджело після смерті у 1564 залишає плани для Палаццо консерваторе. Джакомо делла Порта будує між 1574 та 1599 сам палац у стилі маньєризму, та використанням колосального ордера.

## Галерея

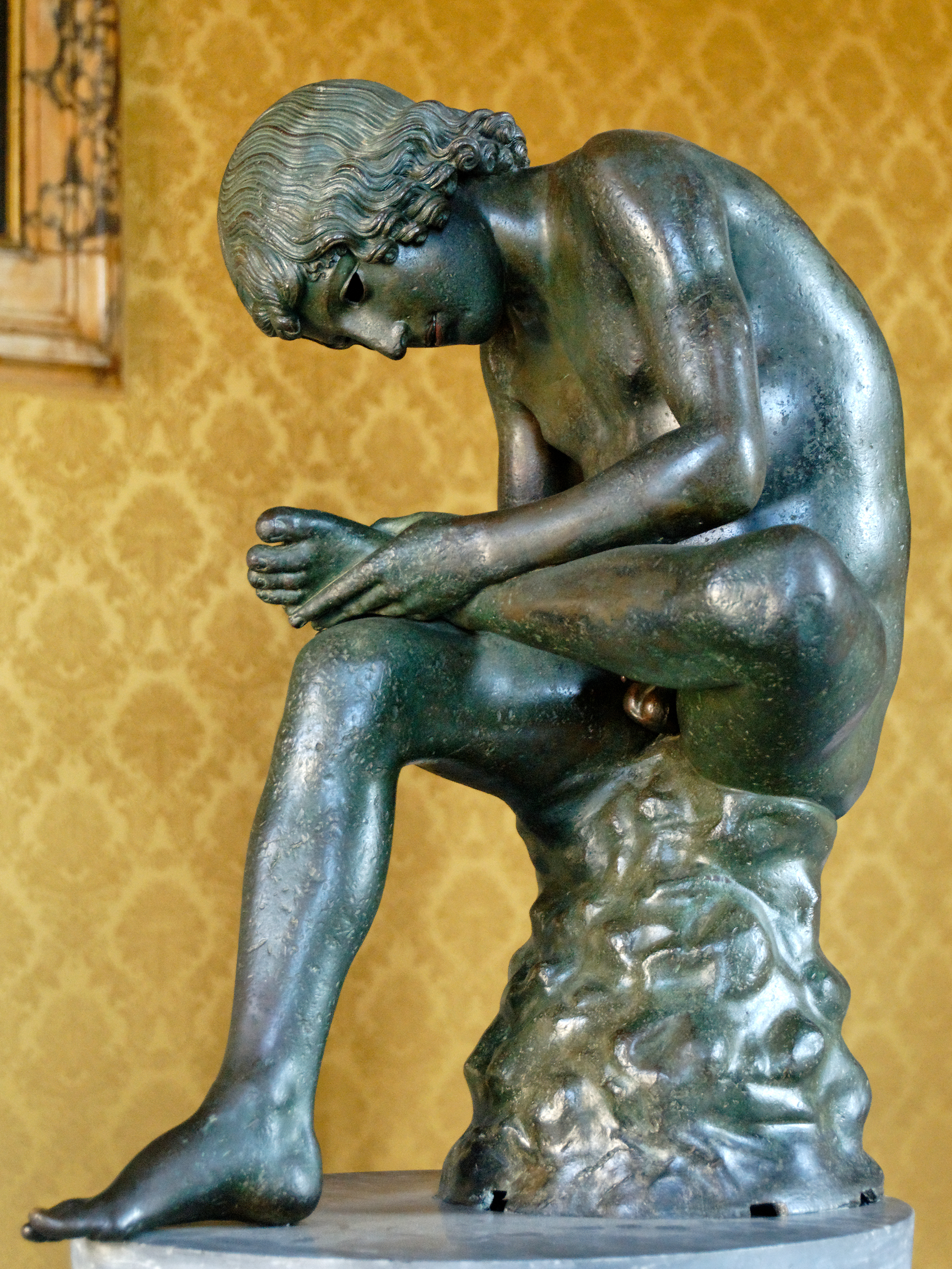
Хлопчик, який витягує скалку
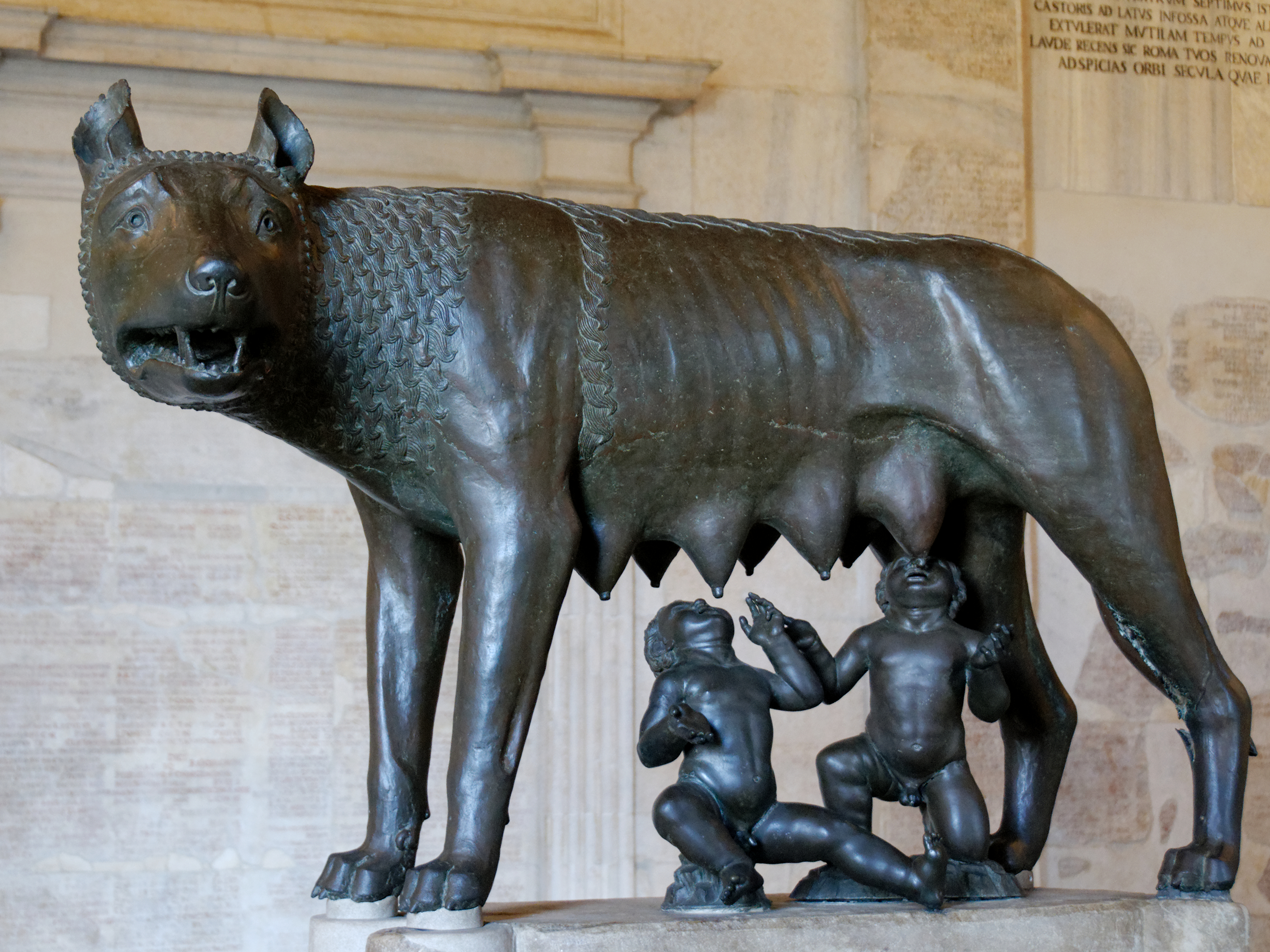
Капітолійська вовчиця
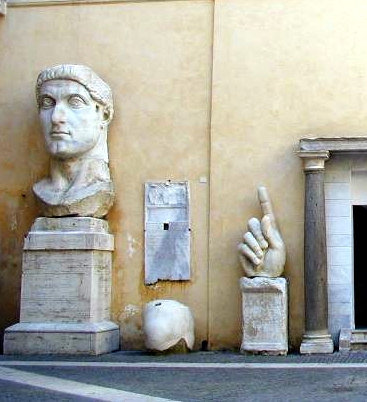
Погруддя Костянтина
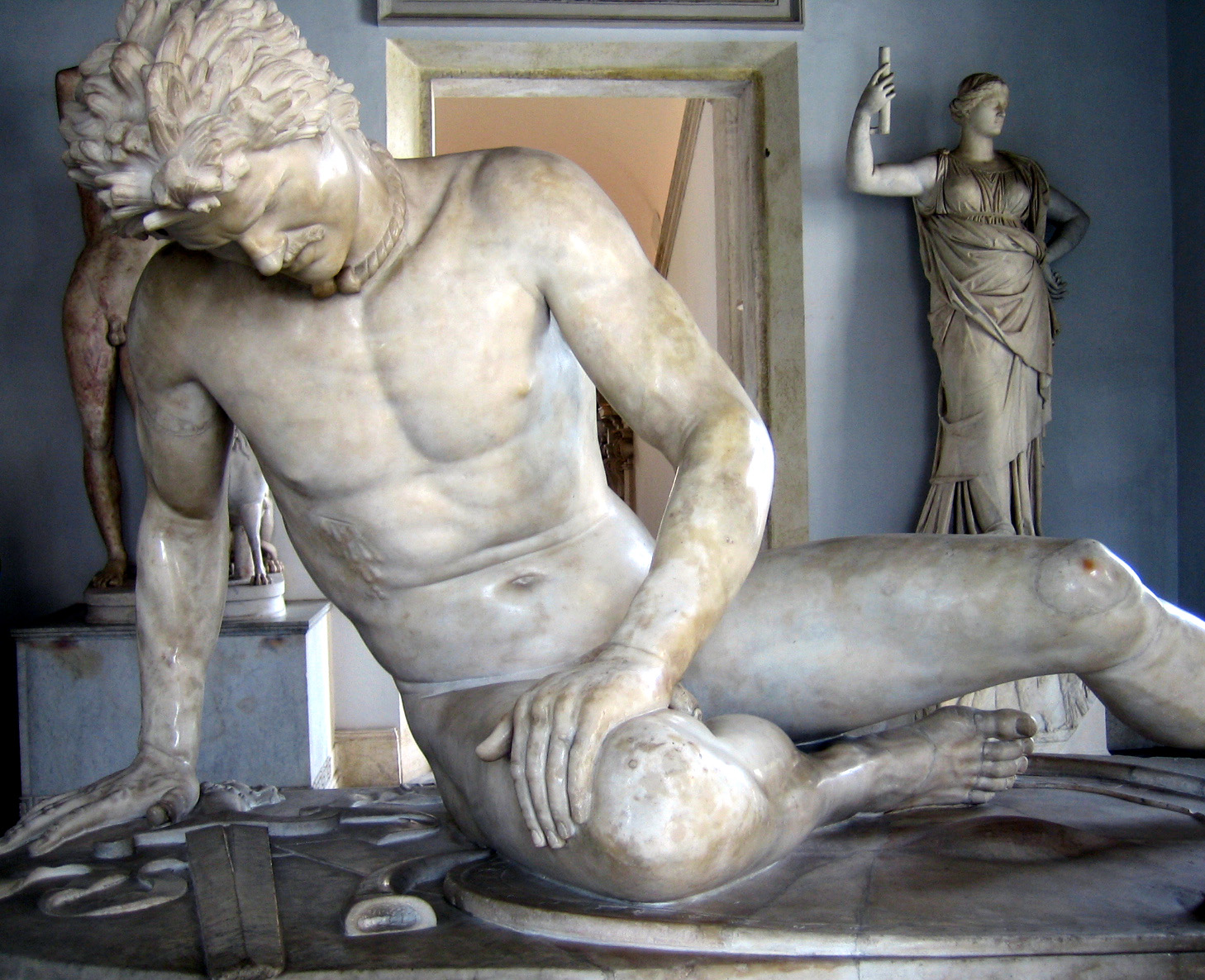
Помираючий Галл